# Afrikanska mästerskapet i fotboll 1978
Afrikanska mästerskapet i fotboll 1978 spelades i Accra och Kumasi, Ghana. Spelformatet hade ändrats jämfört med 1976 års turnering: de åtta lagen delades fortfarande in i två fyralagsgrupper, men finalomgången avskaffades och de semifinaler som fanns före 1976 återinfördes. Ghana vann turneringen genom att slå Uganda i finalen med 2–0.
Mali och Elfenbenskusten diskvalificerades under andra kvalomgången efter att lagen hade mötts dubbelt. Mali efter att säkerhetsvakterna attackerat domaren under första mötet och Elfenbenskusten för att de använt en otillåten spelare i andra mötet. Övre Volta, som förlorat mot Elfenbenskusten i första kvalomgången, fick en friplats.

## Spelorter och anläggningar
| Orter  | Anläggningar          | Publikkapacitet |
| ------ | --------------------- | --------------- |
| Accra  | Accra Sports Stadium  |                 |
| Kumasi | Kumasi Sports Stadium |                 |

## Deltagande lag
| - Kongo - Ghana (värdland) - Marocko (regerande mästare) - Nigeria | - Tunisien - Uganda - Övre Volta - Zambia |

## Gruppspel
Grönmarkerade lag gick vidare till semifinal.

### Grupp A
| Nr | Lag        | S | V | O | F | GM | IM | MS | P |
| -- | ---------- | - | - | - | - | -- | -- | -- | - |
| 1  | Ghana      | 3 | 2 | 1 | 0 | 6  | 2  | +4 | 5 |
| 2  | Nigeria    | 3 | 1 | 2 | 0 | 5  | 3  | +2 | 4 |
| 3  | Zambia     | 3 | 1 | 1 | 1 | 3  | 2  | +1 | 3 |
| 4  | Övre Volta | 3 | 0 | 0 | 3 | 2  | 9  | −7 | 0 |

|  | 5 mars 1978 | Ghana                                   | 2 – 1           | Zambia         | Accra Sports Stadium                                  |                                                       |
|  |             | Opoku Afriyie 21′ Karim Abdul Razak 55′ | (1 – 1) Rapport | 8′ Obby Kapita | Accra Publik: 50 000 Domare: Suleiman El Naim (Sudan) | Accra Publik: 50 000 Domare: Suleiman El Naim (Sudan) |
|  |             |                                         |                 |                | Accra Publik: 50 000 Domare: Suleiman El Naim (Sudan) | Accra Publik: 50 000 Domare: Suleiman El Naim (Sudan) |
|  |             |                                         |                 |                | Accra Publik: 50 000 Domare: Suleiman El Naim (Sudan) | Accra Publik: 50 000 Domare: Suleiman El Naim (Sudan) |

|  | 5 mars 1978 | Nigeria                                                             | 4 – 2           | Övre Volta                         | Accra Sports Stadium                                   |                                                        |
|  |             | Christian Chukwu 17′ Adokiye Amiesimaka 31′ Segun Odegbami 44′, 82′ | (3 – 0) Rapport | 50′ Hubert Hien 52′ Mamadaou Koïta | Accra Publik: 50 000 Domare: Sahar el-Hawary (Egypten) | Accra Publik: 50 000 Domare: Sahar el-Hawary (Egypten) |
|  |             |                                                                     |                 |                                    | Accra Publik: 50 000 Domare: Sahar el-Hawary (Egypten) | Accra Publik: 50 000 Domare: Sahar el-Hawary (Egypten) |
|  |             |                                                                     |                 |                                    | Accra Publik: 50 000 Domare: Sahar el-Hawary (Egypten) | Accra Publik: 50 000 Domare: Sahar el-Hawary (Egypten) |

|  | 8 mars 1978 | Zambia                              | 2 – 0           | Övre Volta | Accra Sports Stadium                                       |                                                            |
|  |             | Patrick Phiri 20′ Bizwell Phiri 88′ | (1 – 0) Rapport |            | Accra Publik: 60 000 Domare: Jean-Claude Monty (Mauritius) | Accra Publik: 60 000 Domare: Jean-Claude Monty (Mauritius) |
|  |             |                                     |                 |            | Accra Publik: 60 000 Domare: Jean-Claude Monty (Mauritius) | Accra Publik: 60 000 Domare: Jean-Claude Monty (Mauritius) |
|  |             |                                     |                 |            | Accra Publik: 60 000 Domare: Jean-Claude Monty (Mauritius) | Accra Publik: 60 000 Domare: Jean-Claude Monty (Mauritius) |

|  | 8 mars 1978 | Nigeria            | 1 – 1           | Ghana             | Accra Sports Stadium |                      |
|  |             | Segun Odegbami 33′ | (1 – 0) Rapport | 76′ Willie Klutse | Accra Publik: 60 000 | Accra Publik: 60 000 |
|  |             |                    |                 |                   | Accra Publik: 60 000 | Accra Publik: 60 000 |
|  |             |                    |                 |                   | Accra Publik: 60 000 | Accra Publik: 60 000 |

|  | 10 mars 1978 | Zambia | 0 – 0   | Nigeria | Accra Sports Stadium |                      |
|  |              |        | Rapport |         | Accra Publik: 25 000 | Accra Publik: 25 000 |
|  |              |        |         |         | Accra Publik: 25 000 | Accra Publik: 25 000 |
|  |              |        |         |         | Accra Publik: 25 000 | Accra Publik: 25 000 |

|  | 10 mars 1978 | Ghana                                      | 3 – 0           | Övre Volta | Accra Sports Stadium                                            |                                                                 |
|  |              | George Alhassan 3′, 59′ Mohammed Ahmed 52′ | (1 – 0) Rapport |            | Accra Publik: 25 000 Domare: Pierre Mutombo (Kongo-Brazzaville) | Accra Publik: 25 000 Domare: Pierre Mutombo (Kongo-Brazzaville) |
|  |              |                                            |                 |            | Accra Publik: 25 000 Domare: Pierre Mutombo (Kongo-Brazzaville) | Accra Publik: 25 000 Domare: Pierre Mutombo (Kongo-Brazzaville) |
|  |              |                                            |                 |            | Accra Publik: 25 000 Domare: Pierre Mutombo (Kongo-Brazzaville) | Accra Publik: 25 000 Domare: Pierre Mutombo (Kongo-Brazzaville) |

### Grupp B
| Nr | Lag      | S | V | O | F | GM | IM | MS | P |
| -- | -------- | - | - | - | - | -- | -- | -- | - |
| 1  | Uganda   | 3 | 2 | 0 | 1 | 7  | 4  | +3 | 4 |
| 2  | Tunisien | 3 | 1 | 2 | 0 | 4  | 2  | +2 | 4 |
| 3  | Marocko  | 3 | 1 | 1 | 1 | 2  | 4  | −2 | 3 |
| 4  | Kongo    | 3 | 0 | 1 | 2 | 1  | 4  | −3 | 1 |

|  | 6 mars 1978 | Marocko              | 1 – 1           | Tunisien      | Kumasi Sports Stadium                        |                                              |
|  |             | Hassan Amcharrat 29′ | (1 – 0) Rapport | Ali Kaabi 63′ | Kumasi Domare: Gebreyesus Tesfaye (Etiopien) | Kumasi Domare: Gebreyesus Tesfaye (Etiopien) |
|  |             |                      |                 |               | Kumasi Domare: Gebreyesus Tesfaye (Etiopien) | Kumasi Domare: Gebreyesus Tesfaye (Etiopien) |
|  |             |                      |                 |               | Kumasi Domare: Gebreyesus Tesfaye (Etiopien) | Kumasi Domare: Gebreyesus Tesfaye (Etiopien) |

|  | 6 mars 1978 | Uganda                                                   | 3 – 1           | Kongo                    | Kumasi Sports Stadium                  |                                        |
|  |             | Phillip Omondi 1′ Edward Semwanga 31′ Godfrey Kisitu 81′ | (2 – 0) Rapport | 80′ Jacques Mamounoubala | Kumasi Domare: Hussein Fahmy (Egypten) | Kumasi Domare: Hussein Fahmy (Egypten) |
|  |             |                                                          |                 |                          | Kumasi Domare: Hussein Fahmy (Egypten) | Kumasi Domare: Hussein Fahmy (Egypten) |
|  |             |                                                          |                 |                          | Kumasi Domare: Hussein Fahmy (Egypten) | Kumasi Domare: Hussein Fahmy (Egypten) |

|  | 9 mars 1978 | Tunisien                      | 3 – 1           | Uganda      | Kumasi Sports Stadium                                       |                                                             |
|  |             | Labidi 36′ Ben Aziza 38′, 83′ | (2 – 0) Rapport | 71′ Musenze | Kumasi Publik: 50 000 Domare: Abdelkader Aouissi (Algeriet) | Kumasi Publik: 50 000 Domare: Abdelkader Aouissi (Algeriet) |
|  |             |                               |                 |             | Kumasi Publik: 50 000 Domare: Abdelkader Aouissi (Algeriet) | Kumasi Publik: 50 000 Domare: Abdelkader Aouissi (Algeriet) |
|  |             |                               |                 |             | Kumasi Publik: 50 000 Domare: Abdelkader Aouissi (Algeriet) | Kumasi Publik: 50 000 Domare: Abdelkader Aouissi (Algeriet) |

|  | 9 mars 1978 | Marocko              | 1 – 0           | Kongo | Kumasi Sports Stadium                                   |                                                         |
|  |             | Hassan Amcharrat 28′ | (1 – 0) Rapport |       | Kumasi Publik: 50 000 Domare: Youssou N'Diaye (Senegal) | Kumasi Publik: 50 000 Domare: Youssou N'Diaye (Senegal) |
|  |             |                      |                 |       | Kumasi Publik: 50 000 Domare: Youssou N'Diaye (Senegal) | Kumasi Publik: 50 000 Domare: Youssou N'Diaye (Senegal) |
|  |             |                      |                 |       | Kumasi Publik: 50 000 Domare: Youssou N'Diaye (Senegal) | Kumasi Publik: 50 000 Domare: Youssou N'Diaye (Senegal) |

|  | 11 mars 1978 | Kongo | 0 – 0   | Tunisien | Kumasi Sports Stadium                                     |                                                           |
|  |              |       | Rapport |          | Kumasi Publik: 20 000 Domare: Salem Mohamed Adal (Libyen) | Kumasi Publik: 20 000 Domare: Salem Mohamed Adal (Libyen) |
|  |              |       |         |          | Kumasi Publik: 20 000 Domare: Salem Mohamed Adal (Libyen) | Kumasi Publik: 20 000 Domare: Salem Mohamed Adal (Libyen) |
|  |              |       |         |          | Kumasi Publik: 20 000 Domare: Salem Mohamed Adal (Libyen) | Kumasi Publik: 20 000 Domare: Salem Mohamed Adal (Libyen) |

|  | 11 mars 1978 | Uganda                                                  | 3 – 0           | Marocko | Kumasi Sports Stadium                                          |                                                                |
|  |              | Godfrey Kisitu 13′ Moses Msereko 32′ Phillip Omondi 36′ | (3 – 0) Rapport |         | Kumasi Publik: 20 000 Domare: Théophile Lawson-Hétchéli (Togo) | Kumasi Publik: 20 000 Domare: Théophile Lawson-Hétchéli (Togo) |
|  |              |                                                         |                 |         | Kumasi Publik: 20 000 Domare: Théophile Lawson-Hétchéli (Togo) | Kumasi Publik: 20 000 Domare: Théophile Lawson-Hétchéli (Togo) |
|  |              |                                                         |                 |         | Kumasi Publik: 20 000 Domare: Théophile Lawson-Hétchéli (Togo) | Kumasi Publik: 20 000 Domare: Théophile Lawson-Hétchéli (Togo) |

## Slutspel

### Slutspelsträd
|  | Semifinaler      | Semifinaler      |   |                    | Final           | Final |  |
|  |                  |                  |   |                    |                 |       |  |
|  | 14 mars – Accra  |                  |   |                    |                 |       |  |
|  | Ghana            | 1                |   |                    |                 |       |  |
|  | Tunisien         | 0                |   |                    |                 |       |  |
|  |                  |                  |   |                    |                 |       |  |
|  |                  |                  |   |                    | 16 mars – Accra |       |  |
|  |                  |                  |   |                    | Ghana           | 2     |  |
|  |                  | Uganda           | 0 |                    |                 |       |  |
|  |                  |                  |   |                    |                 |       |  |
|  |                  |                  |   |                    |                 |       |  |
|  |                  |                  |   |                    | Bronsmatch      |       |  |
|  | 14 mars – Kumasi | 14 mars – Kumasi |   | 16 mars – Accra    | 16 mars – Accra |       |  |
|  | Uganda           | 2                |   | Nigeria (avbruten) | 2               |       |  |
|  | Nigeria          | 1                |   |                    | Tunisien        | 0     |  |

### Semifinaler
|  | 14 mars 1978 | Ghana                 | 1 – 0           | Tunisien | Accra Sports Stadium                                 |                                                      |
|  |              | Karim Abdul Razak 57′ | (0 – 0) Rapport |          | Accra Publik: 10 000 Domare: Yousef Alghoul (Libyen) | Accra Publik: 10 000 Domare: Yousef Alghoul (Libyen) |
|  |              |                       |                 |          | Accra Publik: 10 000 Domare: Yousef Alghoul (Libyen) | Accra Publik: 10 000 Domare: Yousef Alghoul (Libyen) |
|  |              |                       |                 |          | Accra Publik: 10 000 Domare: Yousef Alghoul (Libyen) | Accra Publik: 10 000 Domare: Yousef Alghoul (Libyen) |

|  | 14 mars 1978 | Uganda                               | 2 – 1           | Nigeria         | Accra Sports Stadium                                       |                                                            |
|  |              | Abdulla Nasur 11′ Phillip Omondi 58′ | (1 – 0) Rapport | 54′ Martins Eyo | Accra Publik: 10 000 Domare: Abdelkader Aouissi (Algeriet) | Accra Publik: 10 000 Domare: Abdelkader Aouissi (Algeriet) |
|  |              |                                      |                 |                 | Accra Publik: 10 000 Domare: Abdelkader Aouissi (Algeriet) | Accra Publik: 10 000 Domare: Abdelkader Aouissi (Algeriet) |
|  |              |                                      |                 |                 | Accra Publik: 10 000 Domare: Abdelkader Aouissi (Algeriet) | Accra Publik: 10 000 Domare: Abdelkader Aouissi (Algeriet) |

### Bronsmatch
|  | 16 mars 1978 | Nigeria               | 2 – 0           | Tunisien         | Accra Sports Stadium                           |                                                |
|  |              | Baba Otu Mohammed 42′ | (1 – 1) Rapport | 19′ Mohamed Akid | Accra Domare: Théophile Lawson-Hétchéli (Togo) | Accra Domare: Théophile Lawson-Hétchéli (Togo) |
|  |              |                       |                 |                  | Accra Domare: Théophile Lawson-Hétchéli (Togo) | Accra Domare: Théophile Lawson-Hétchéli (Togo) |
|  |              |                       |                 |                  | Accra Domare: Théophile Lawson-Hétchéli (Togo) | Accra Domare: Théophile Lawson-Hétchéli (Togo) |

Matchen avbröts då de tunisiska spelarna lämnade planen i 42:a minuten vid ställningen 1–1 i protest mot att Nigerias mål godkändes. Nigeria förklarades segrare med 2–0.

### Final
|  | 16 mars 1978 | Ghana                  | 2 – 0           | Uganda | Accra Sports Stadium                                 |                                                      |
|  |              | Opoku Afriyie 38′, 64′ | (1 – 0) Rapport |        | Accra Publik: 40 000 Domare: Yousef Alghoul (Libyen) | Accra Publik: 40 000 Domare: Yousef Alghoul (Libyen) |
|  |              |                        |                 |        | Accra Publik: 40 000 Domare: Yousef Alghoul (Libyen) | Accra Publik: 40 000 Domare: Yousef Alghoul (Libyen) |
|  |              |                        |                 |        | Accra Publik: 40 000 Domare: Yousef Alghoul (Libyen) | Accra Publik: 40 000 Domare: Yousef Alghoul (Libyen) |

## Vinnare
| Mästare i afrikanska mästerskapet 1978      |
| ------------------------------------------- |
| Ghanas herrlandslag i fotboll Tredje titeln |

## Målgörare
- De två målgörarna i den avbrutna bronsmatchen är inte inkluderade.

3 mål
| - Opoku Afriyie | - Segun Odegbami | - Phillip Omondi |

2 mål
| - Karim Abdul Razak - George Alhassan | - Hassan "Acila" Amcharrat - Abderraouf Ben Aziza | - Godfrey Kisitu |

1 mål
| - Jacques Mamounoubala - Willie Klutse - Mohammed "Polo" Ahmed - Adokiye Amiesimaka - Christian Chukwu - Martins Eyo | - Ali Kaabi - Mohsen Labidi - Samuel Musenze - Abdulla Nasur - Moses Nsereko - Edward Semwanga | - Hubert Hien - Mamadaou Koïta - Obby Kapita - Bizwell Phiri - Patrick Phiri |